# Сляжани
Сляжани (словац. Sľažany) — село в окрузі Злате Моравце Нітранського краю Словаччини. Площа села 16,27 км². Станом на 31 грудня 2015 року в селі проживало 1692 жителі.
Поруч протікає Черешньовий потік.

## Історія
Перші згадки про село датуються 1156 роком.

## Населення
| Рік:            | 1994. | 2004.   | 2014.   | 2024.   |
| --------------- | ----- | ------- | ------- | ------- |
| Кількість осіб: | 1711  | 1704    | 1719    | 1690    |
| Різниця:        |       | -0,40 % | +0,88 % | -1,68 % |

| Рік:            | 2023. | 2024.   |
| --------------- | ----- | ------- |
| Кількість осіб: | 1688  | 1690    |
| Різниця:        |       | +0,11 % |